# Selenogyrus africanus
Selenogyrus africanus là một loài nhện trong họ Theraphosidae.
Loài này thuộc chi Selenogyrus. Selenogyrus africanus được Eugène Simon miêu tả năm 1887.